# Estación Étangs Noirs/Zwarte Vijvers
La estación Étangs Noirs/Zwarte Vijvers es una estación del sistema de metro de Bruselas, que da servicio a las actuales líneas 1 y 5, que anteriormente eran conocidas como 1B y 1A, respectivamente. Fue abierta hacia 1981 y su nombre en español viene a significar "Lagos negros". Se localiza en la municipalidad belga de Sint-Jans-Molenbeek.

## Decoración interior
En su interior se puede admirar un fresco del autor Jan Burssens; un óleo que representa los lagos negros que anteriormente se encontraban en la ubicación de la presente estación. Hoy, la tarea de esos lagos se ha encomendado a la red de alcantarillas.

## Accidente
Durante la noche del 15 al 16 de enero de 2007, dos individuos al volante de un Ford Fiesta de color azul, forzaron la puerta metálica e introdujeron el vehículo hasta el entresuelo y después hasta los mismos andenes. Las razones de este acto aún se desconocen. Los restos del automóvil fueron transportados por ferrocarril hasta los garajes de la estación Delta.